# Musée Chappuis-Fähndrich
Situé à Develier (Suisse), le Musée Chappuis-Fähndrich présente un panorama de la vie quotidienne au temps passé dans le Jura. La visite est divisée en plus de 20 thèmes différents. Cette collection est considérée comme étant la plus diversifiée dans son domaine pour la région du Jura et du Jura bernois. L’exposition retrace la vie quotidienne des hommes et femmes qui ont façonné notre pays et qui survivent, à travers l’histoire, dans leurs objets, leurs outils et le produit de leur travail.
L’exposition permanente invite chacun à (re)découvrir un irremplaçable patrimoine sauvé de la destruction et de l’oubli par les fondateurs du musée. La muséographie, qui présente plus de 10 000 objets, est réalisée dans un souci de conservation, d’authenticité et de mise en scène. Regroupés par thème, ces objets illustrent avec intelligence et sensibilité l’histoire populaire du pays.

## Motivations
Les fondateurs de ce musée, un couple aujourd'hui retraité, ont voulu dès le départ sauver le plus possible d'objets, qui justement à cause de leur simplicité, étaient voués à disparaître sans laisser de traces. Depuis plus de 50 ans, les granges, greniers et décharges représentent les lieux privilégiées où se trouvent la plupart des objets présentés.

## Visite
Il est possible de visiter le musée sur rendez-vous de Pâques à la Toussaint. Il faut pour cela prendre rendez-vous par téléphone.
L'adresse : Musée Chappuis-Fähndrich, La Fin 18, 2802 Develier, Suisse

## Thèmes présentés
Le sabotier-cordonnier, l'horloger, les CFF, les jouets, les pièges, la forge, la pharmacie, les armes, le café, la cuisine, la moisson, l'épicerie, l'école, la chambre des parents, la grange, le tisserand, le fer, le bois, le bistrot, la poterie, la chambre des jumeaux, le religieux, la laiterie-fromagerie, les poids et mesures.

## Les compagnons du Musée
La Société des Compagnons du Musée Chappuis-Fähndrich s'est constituée le 24 juin 2009 à Develier. La nouvelle association s'est donné pour buts de faire toujours mieux connaître le musée et d’apporter une aide à ses responsables, notamment pour l’organisation de visites et de journées à thèmes. Elle a également prévu de récolter, à l'occasion, des fonds destinés au développement et à la vie de ce musée.

## Galerie

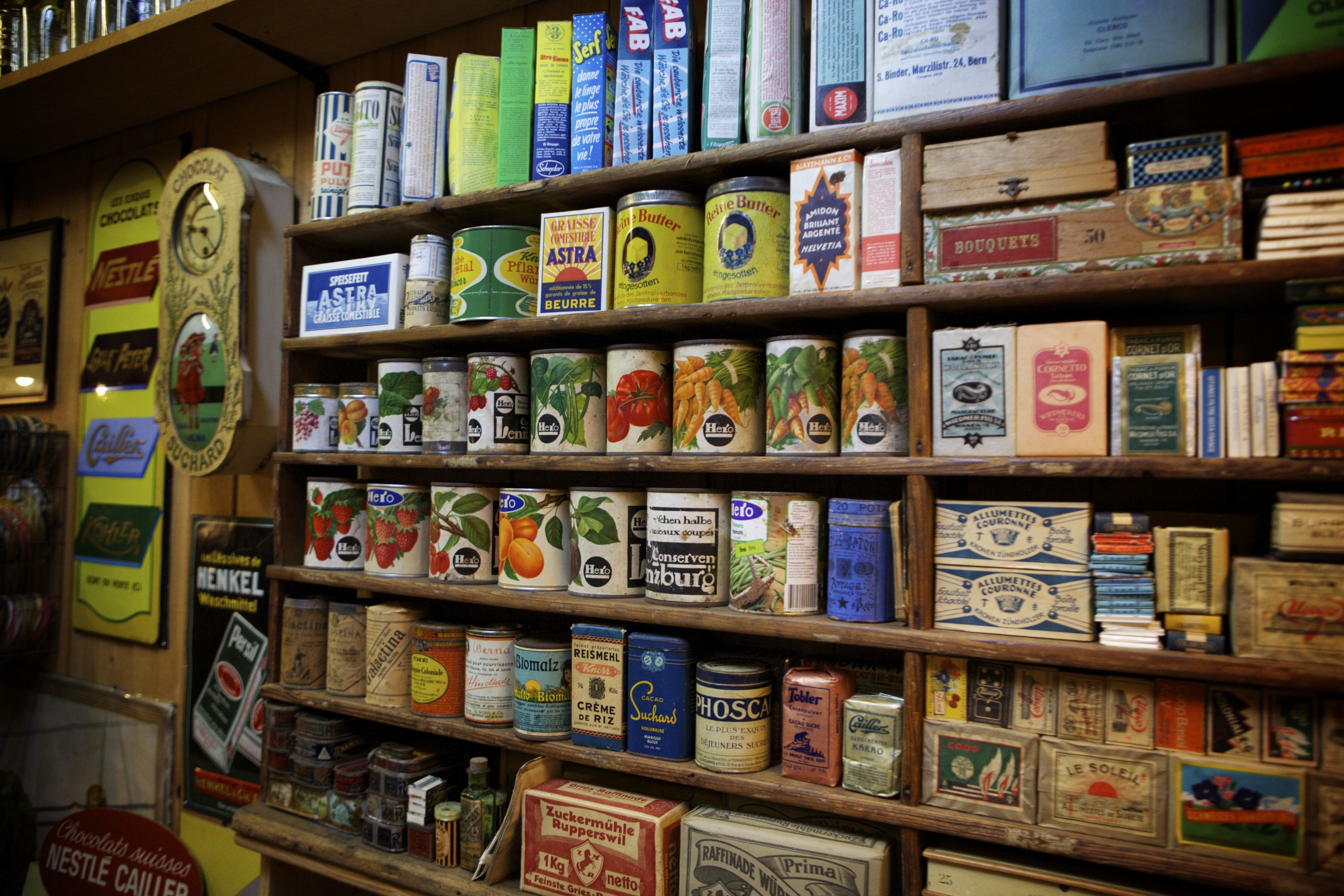
L'épicerie.
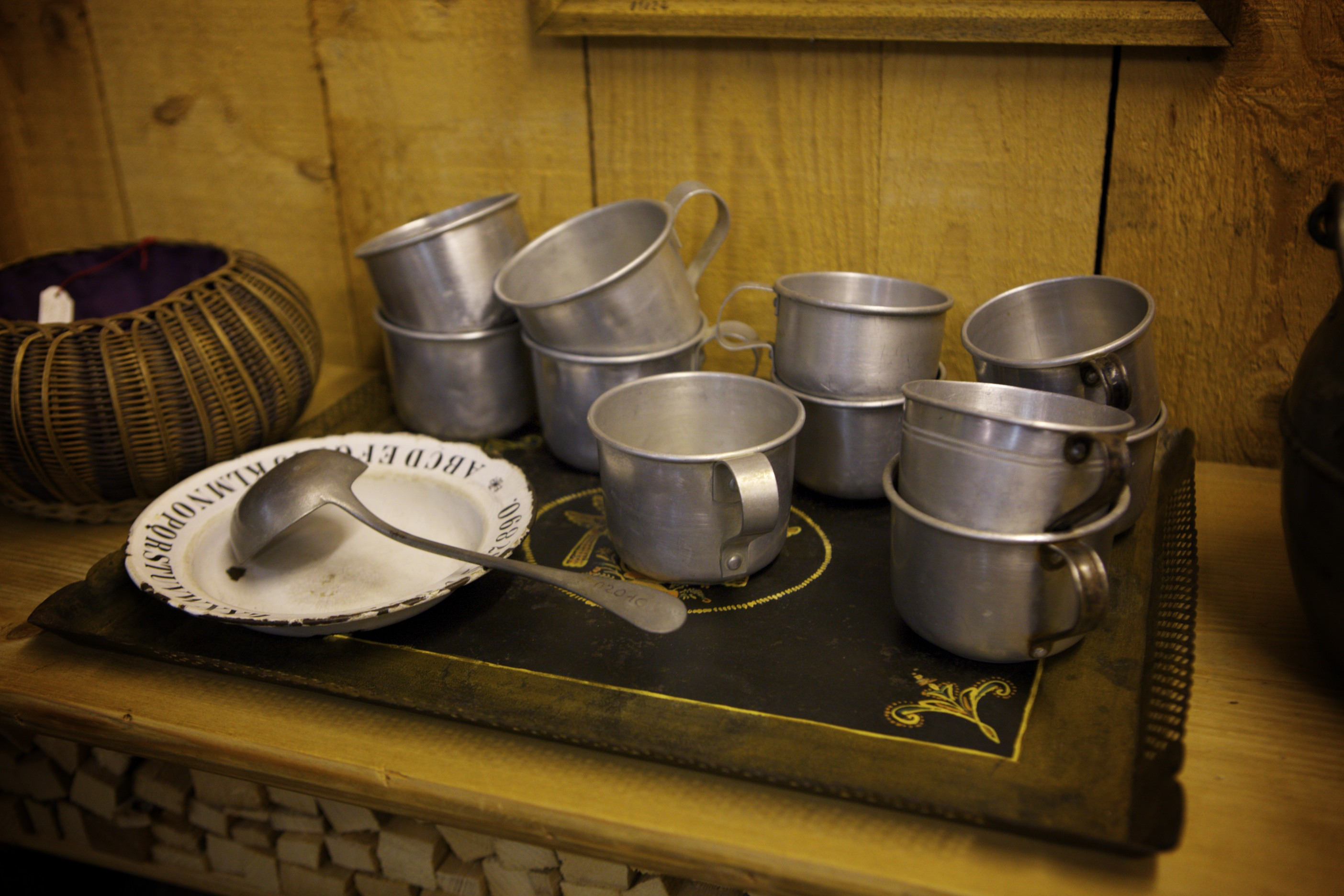
L'école.
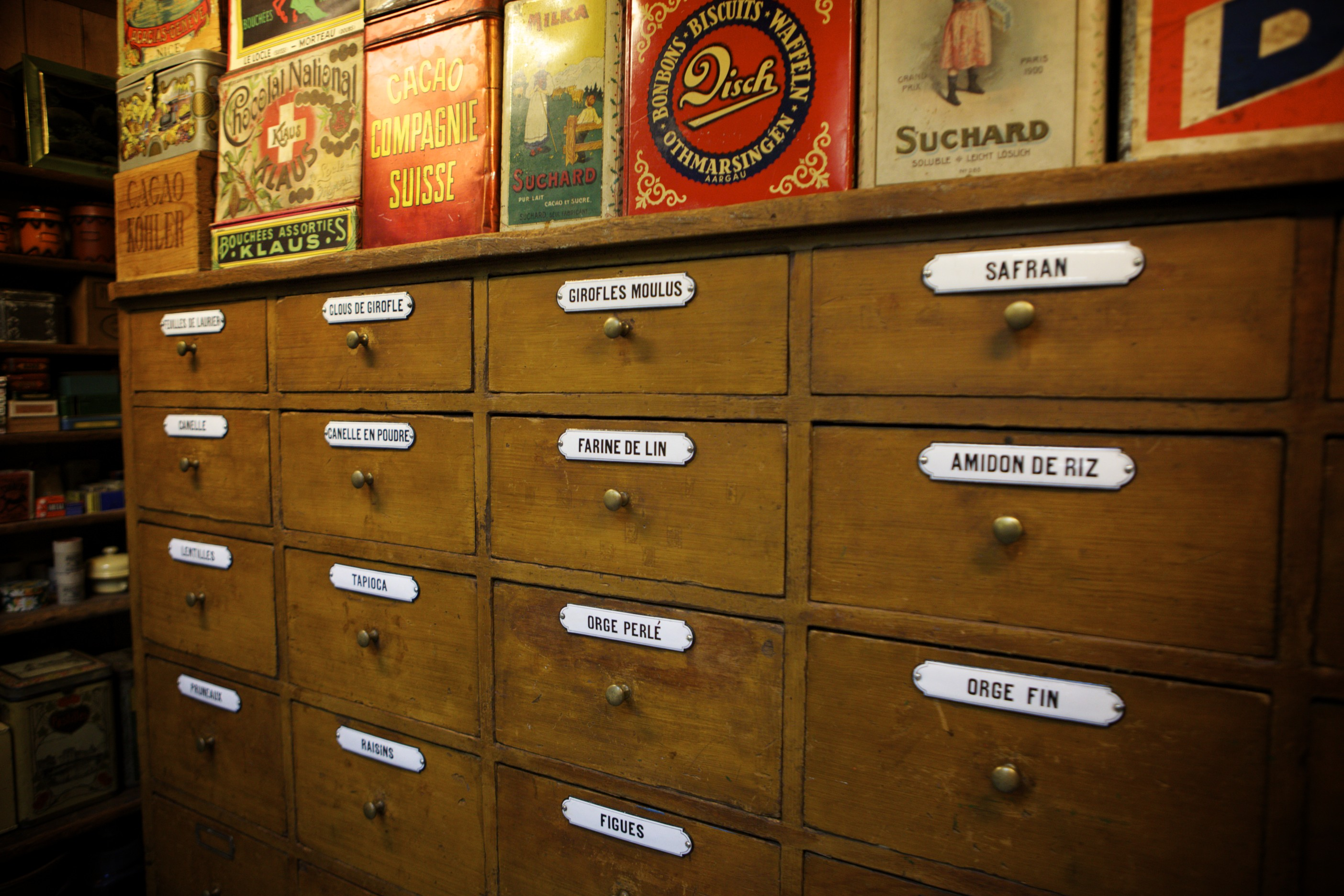
L'épicerie.
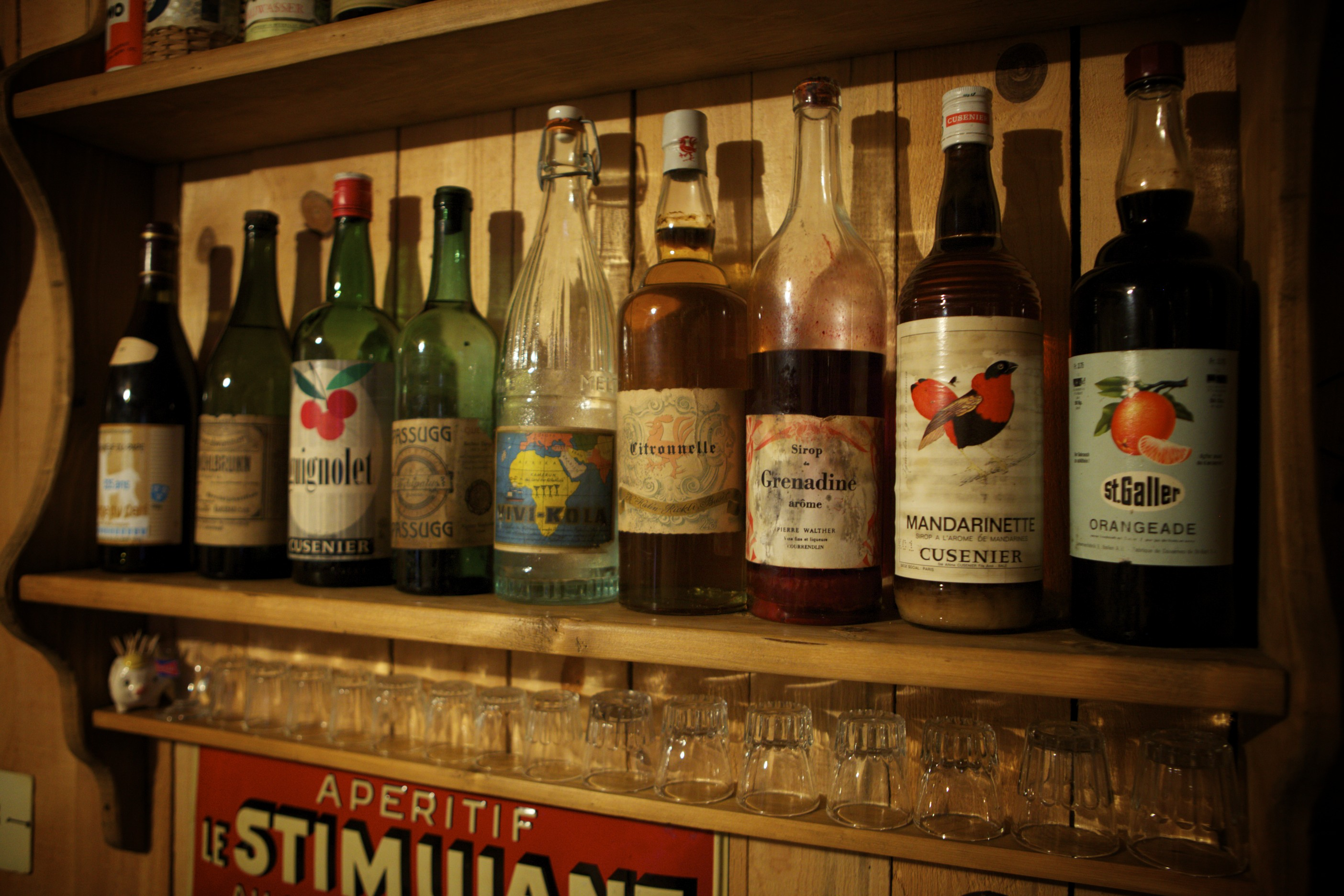
Le bistrot.
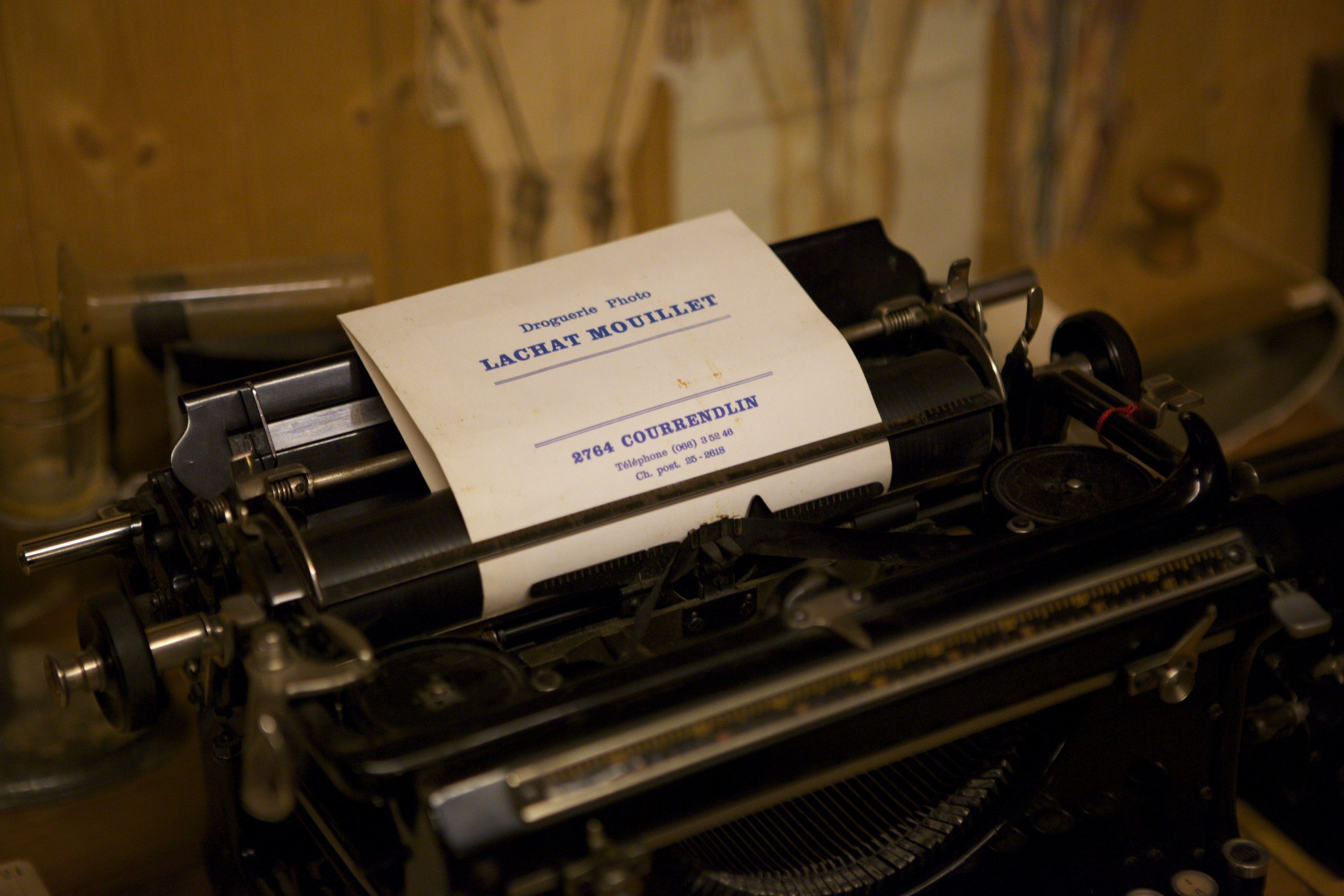
Une machine à écrire.
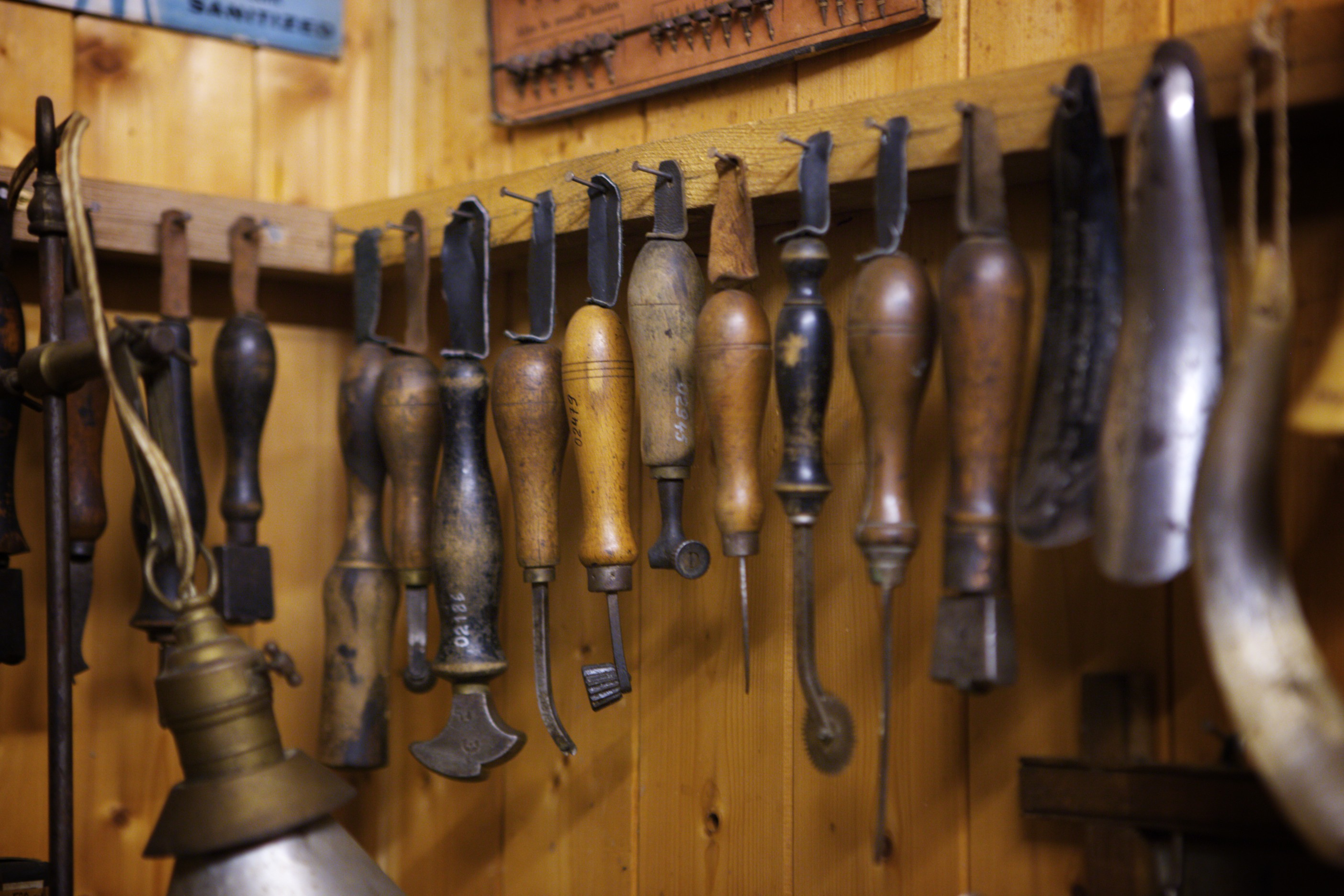
Le cordonnier.
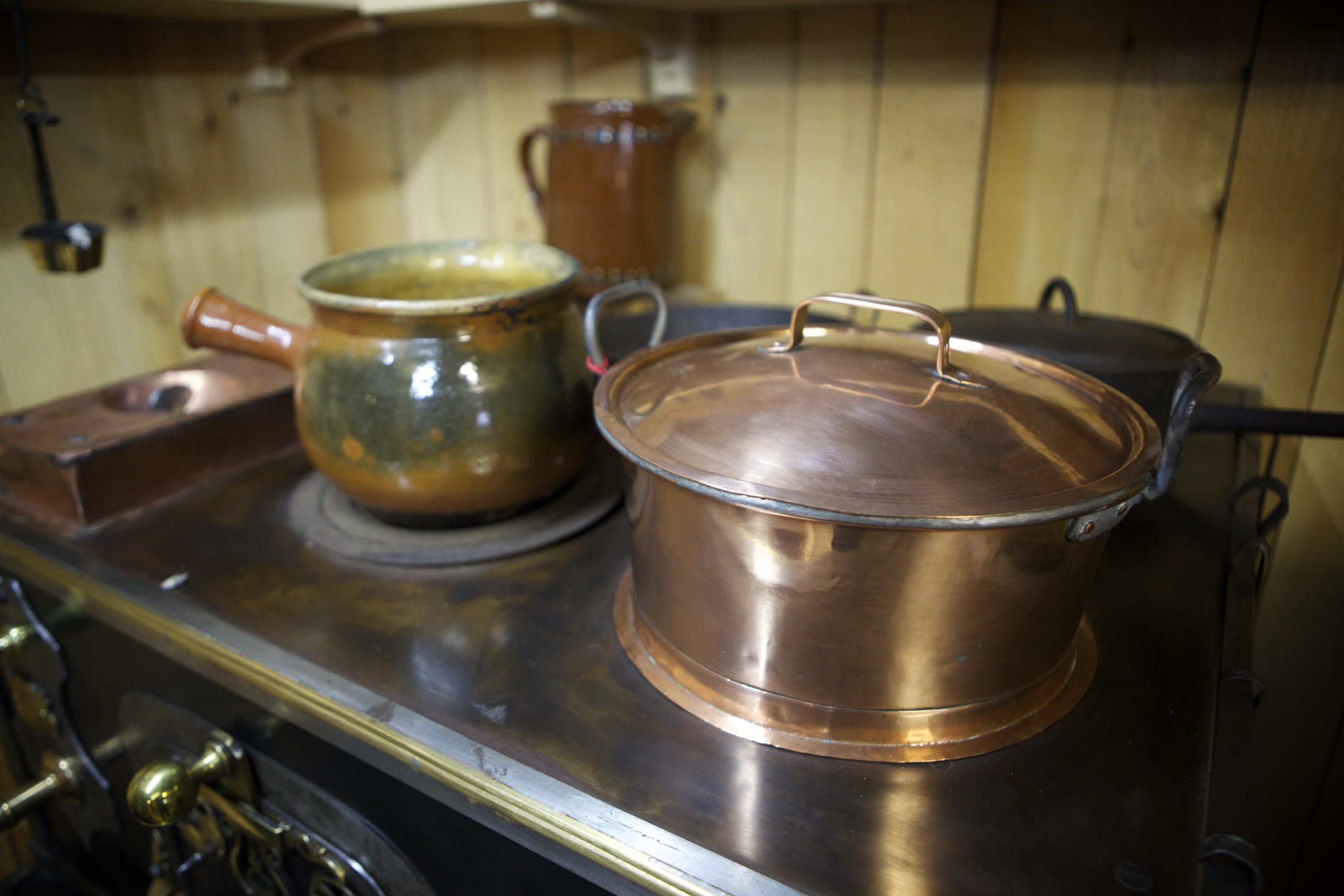
Un fourneau à bois.
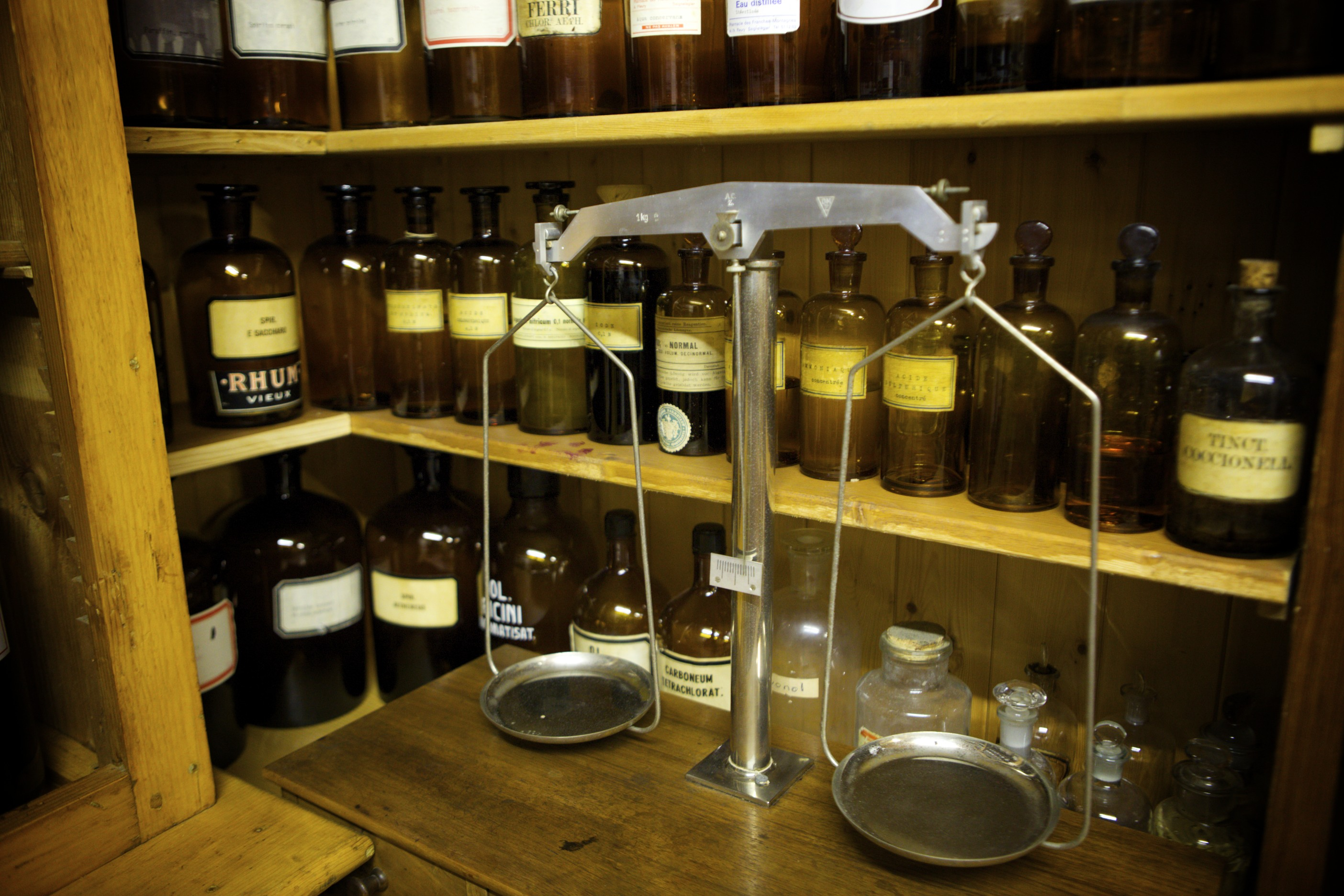
La droguerie.